# Lecaniodiscus fraxinifolia
Lecaniodiscus fraxinifolia är en kinesträdsväxtart. Lecaniodiscus fraxinifolia ingår i släktet Lecaniodiscus och familjen kinesträdsväxter.

## Underarter
Arten delas in i följande underarter:
- L. f. fraxinifolius
- L. f. scassellatii
- L. f. vaughanii